# Augsburg-Hochfeld
Das Hochfeld ist ein Stadtteil von Augsburg. Das Hochfeld hat etwa 9.200 Einwohner und ist der IX. Planungsraum und 13. Stadtbezirk Augsburgs.

## Lage
Das Hochfeld liegt südlich der Augsburger Innenstadt. Begrenzt wird der Stadtteil Hochfeld im Norden durch die Bahnlinie Augsburg–München und das jenseits davon liegende Bismarckviertel. Im Osten stößt er am Brunnenbach an den Landschaftspark Siebentischanlagen, im Westen wird er durch die Bahnlinie Augsburg–Lindau begrenzt. Die Messe Augsburg liegt im Universitätsviertel südlich des Hochfelds. Die südliche Grenze bilden die Firnhaberstraße und die Werner-von-Siemens-Straße.

## Geschichte
Ursprünglich war das Hochfeld ein freies, unbebautes Feld auf der Augsburger Hochterrasse mit ihrem fruchtbaren Löß-Boden. Südlich der Innenstadt wurde 1534 an der Haunstetter Straße der Protestantische Friedhof und 1868 zwischen dem Alten Postweg und der Haunstetter Straße der Israelitische Friedhof angelegt. Im Jahr 1884 wurde das 3. Infanterie-Regiment „Prinz Karl von Bayern“ in der neu errichteten Prinz-Karl-Kaserne stationiert.

### 20. Jahrhundert
Erst im 20. Jahrhundert wurde das Hochfeld besiedelt, was durch die Errichtung des Bahnbetriebswerkes veranlasst wurde, das 1902–1906 östlich der 1847 eröffneten Bahnlinie Augsburg–Lindau (als Teil der Ludwig-Süd-Nord-Bahn) entstand. Für Beamte und Arbeiter der Bahn wurden Wohnhäuser errichtet, bald kamen größere Blockbebauungen durch Wohnbaugenossenschaften dazu.
Vom Ende des Ersten Weltkrieges bis 1923 ließ die Stadt aufgrund der eklatanten Wohnungsnot Kleinwohnungsbauten und den „Römerhof“ durch Stadtbaurat Otto Holzer errichten. Wegen ihrer schlechten Bausubstanz wurden diese 1964 bzw. 1995 abgerissen und durch Neubauten ersetzt.

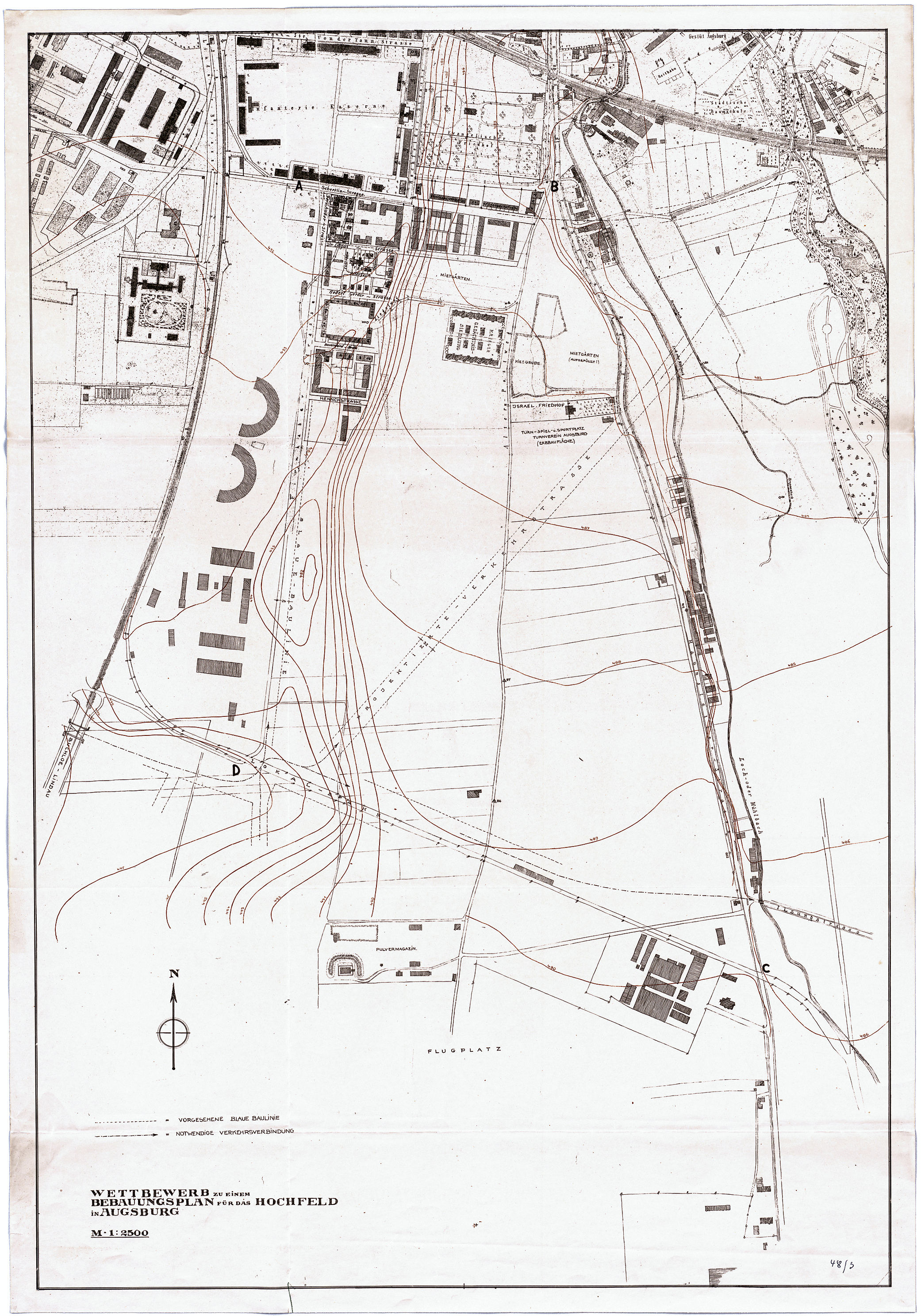
Augsburg, Flurkarte des Hochfelds von 1924. Im Westen erkennt man die Gebäude des Bahnbetriebswerkes, außerdem die ersten größeren Blockbebauungen an der Firnhaber- und Schertlinstraße.

Nach der wirtschaftlichen Flaute der 1920er Jahre entstanden weitere, besser ausgestattete Wohnhöfe. Besonders ist hier der Augsburger Architekt Gottfried Bösch zu nennen. Zu den Eigenheiten seiner Blockbauten gehört beispielsweise der sogenannte „Augsburger Erker“, ein kleiner, dreieckig aus einer nach Westen gerichteten Fassade herausragender Bauteil, der dadurch mit Hilfe eines Schrägfensters Südlicht einfangen kann und die Wohnungen heller und wohnlicher macht.
Ein Zentrum erhielt das zunehmend von Bevölkerungswachstum geprägte Hochfeld erst 1934 mit dem Bau der katholischen Stadtpfarrkirche St. Canisius, nach Plänen des Augsburger Architekten Fritz Kempf. Ihre Grundsteinlegung fand am 8. Oktober 1933 statt, am 16. September 1934 wurde sie geweiht.

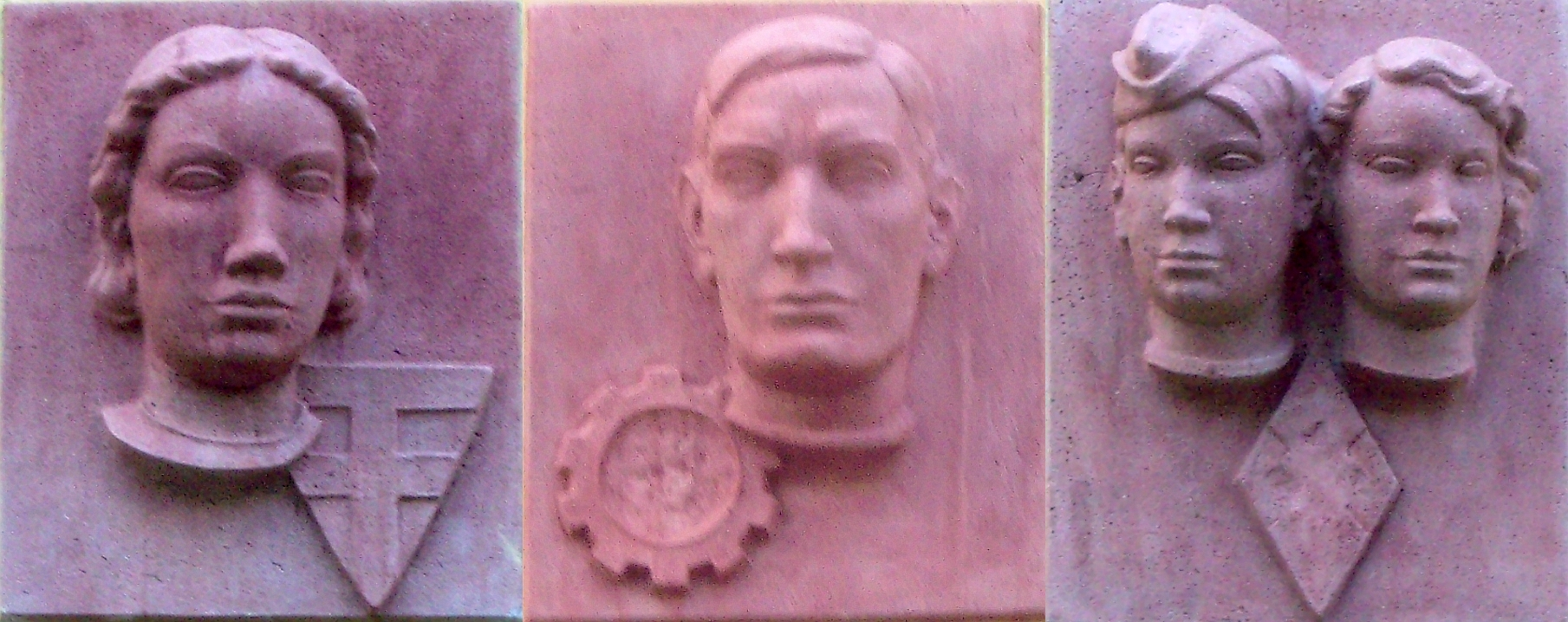
Zusammenstellung von drei Hochreliefs an Türstürzen in Augsburg-Hochfeld, Von-Richthofen-Straße 24–34, Baujahre 1936/37. An den Reliefs befinden sich Symbole der NS-Frauenschaft, der Deutschen Arbeitsfront und der Hitlerjugend, aus denen nach 1945 die Hakenkreuze entfernt wurden.

In den Jahren 1936/1937 wurden im Süden des Hochfelds Wohnbauten in Reihenbauweise für die Arbeiter der nahe gelegenen Bayerischen Flugzeugwerke realisiert. Der Bau der 474 Wohnungen wurde als „soziale Großtat der Gemeinde“ gepriesen. Hinweise auf den herrschenden Zeitgeist geben hier Reliefs an Türstürzen mit propagandistischem Bildprogramm. Auf die historische Luftfahrtindustrie des Hochfeldes verweisen heute noch Straßenbenennungen nach Luftfahrt-Pionieren wie August von Parseval, Max Immelmann, Max von Mulzer und Manfred von Richthofen.
Nach Ende des Zweiten Weltkriegs begann am 15. Mai 1945 die Zwangsräumung von rund 408 Wohnungen durch die amerikanische Besatzungsmacht. Im „Camp Baltic Hochfeld“ wurden bis November 1951 bis zu 2.500 Displaced Persons aus den baltischen Staaten einquartiert. Zwischen 1952 und 1957 war das Hochfeld durch weitere Bebauung – etwa Wohnblocks für Jungfamilien von Wilhelm Wichtendahl oder die Kriegsopfersiedlung von Walther Schmidt – das am schnellsten wachsende Stadtviertel Augsburgs. Die Einwohnerzahl stieg in dieser Zeit von 6.700 auf 12.200 an.
1954 wurde die Kerschensteiner-Schule (Grund- und Hauptschule) eingeweiht. Die evangelische Paul-Gerhardt-Kirche mit Kindergarten wurde 1962–1964 erbaut. Ab 1965 entstanden die Bebo-Wager-Berufsschule und das Siemens-Werk (heute Sigma-Technopark) auf dem Areal des früheren Sportgeländes des TSV Schwaben Augsburg und anderer Vereine. Als Ausgleich entstand östlich der Haunstetter Straße die Bezirkssportanlage Süd. 1978 wurden die Reischlesche Wirtschaftsschule und die Fachoberschule/Berufsoberschule in einem neuen Gebäudekomplex im Süden des Stadtviertels untergebracht. Als Reaktion auf die hohe Jugendkriminalität im Hochfeld entstanden 1979 die Bürgeraktion Hochfeld und ein Bürgerhaus mit Jugendtreff.
Am 4. Mai 1987 weihte Papst Johannes Paul II. im Rahmen seines Deutschlandbesuchs das Priesterseminar St. Hieronymus, das nach Plänen des Architekten Alexander Freiherr von Branca an der Stauffenbergstraße errichtet wurde. Seit 1996 befindet sich hier auch das Ernst-Lehner-Stadion.

### 21. Jahrhundert
Ab 1998 wurde das südliche Gebäude der Prinz-Karl-Kaserne zum Prinz-Karl-Palais umgebaut. Auf dem Gelände, das nun als Prinz-Karl-Viertel bezeichnet wird, entstanden unter anderem ein Gemeindezentrum der Landeskirchlichen Gemeinschaft, ein Studentenwohnheim und ein Zentrum für betreutes Wohnen. Bis 2020 wurde auch das nördliche Gebäude der ehemaligen Prinz-Karl-Kaserne renoviert und der fehlende Ostflügel neu errichtet.
Die Teilanstalt II und die Jugendarrestanstalt der Justizvollzugsanstalt Augsburg, die sich seit 1945 im östlichen Bereich der Prinz-Karl-Kaserne an der Hochfeldstraße befand, wurde 2016 geschlossen. Hier soll künftig der dritte Campus der Hochschule Augsburg eingerichtet werden.
Ein städtebaulicher Wettbewerb im Jahr 2002 sollte Möglichkeiten zur Umnutzung des ca. 23 ha großen Geländes des Ende 1998 stillgelegten Bahnbetriebswerks Augsburg aufzeigen. Der größte Teil des Geländes ist weiterhin zur Nutzung durch Schienenverkehr gewidmet, so dass bisher nur im nördlichen Teil Studentenwohnheime errichtet werden konnten. Das übrige Gelände wird nur zum Teil durch Bayerische Regiobahn, DB Regio, die Stauden-Verkehrs-Gesellschaft und den Bahnpark Augsburg genutzt; der Rest verfällt als Industriebrache.

## Kirchen und Religionsgemeinschaften

### Evangelische Kirchen
- Paul-Gerhardt-Kirche

### Katholische Kirchen
- St. Canisius

## Verkehr
Im Osten und Süden des Hochfeldes verläuft die Bundesstraße 300, südwestlich verläuft die Bundesstraße 17 zusammen mit der B 300.
Der öffentliche Nahverkehr wird von zwei Straßenbahnlinien und einer Buslinie der Augsburger Verkehrsgesellschaft sowie Regionalbuslinien bedient. Außerdem besteht durch die Haltepunkte Haunstetter Straße, Messe und Morellstraße ein ausgezeichneter Anschluss an den Nahverkehr der Deutschen Bahn.